# ジョアン・ガンペール

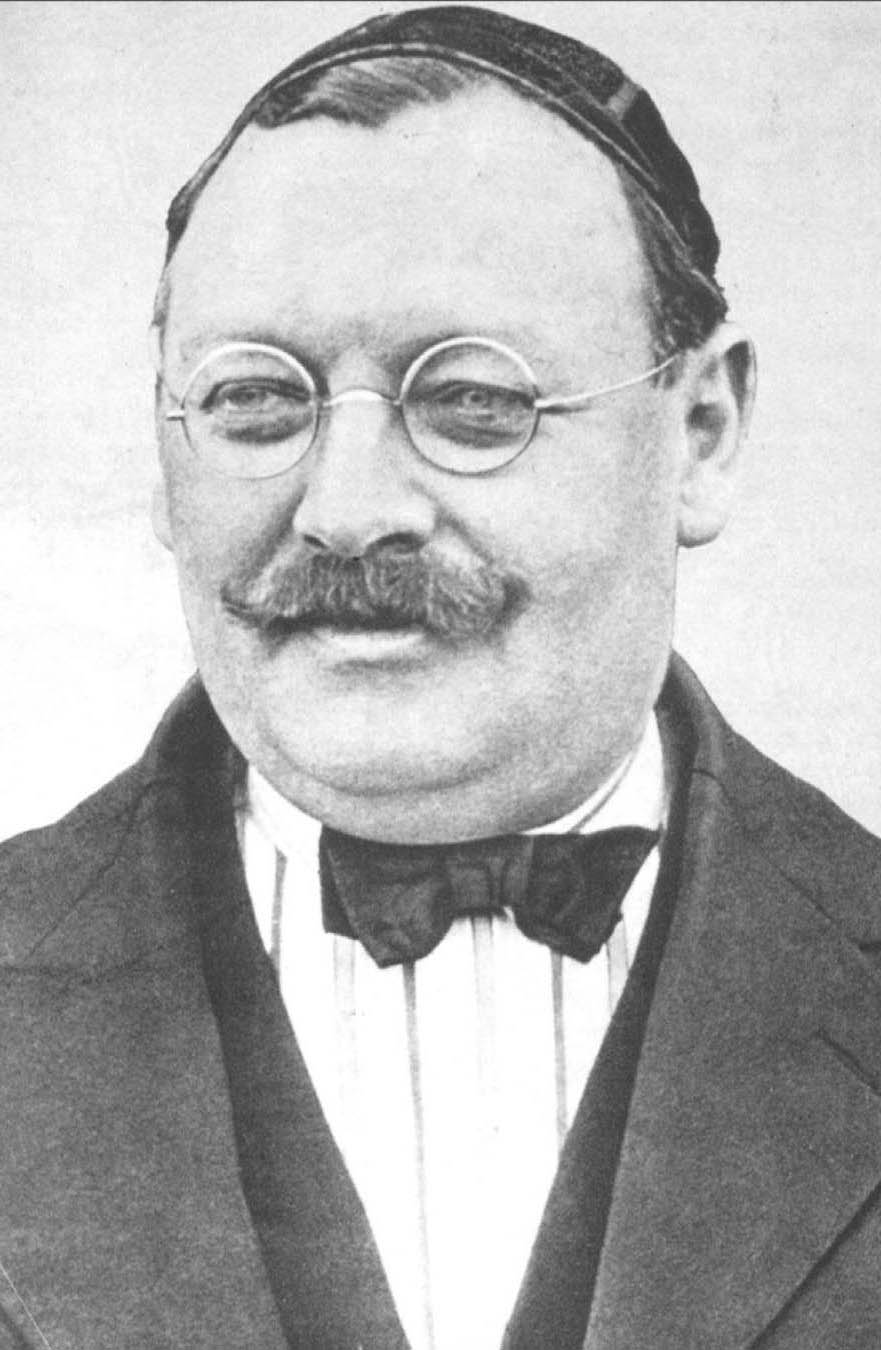
ジョアン・ガンペール

ジョアン・ガンペール（Joan Gamper, 1877年11月22日 - 1930年7月30日）は、スイス、ヴィンタートゥール出身の元サッカー選手・実業家。出生名はハンス・ガンパー（Hans Max Gamper-Haessig）。
スペインのサッカークラブ『FCバルセロナ』の創始者であり、自らも選手としてプレーした。また、FCチューリッヒの創始者の1人でもある。

## 経歴

### 幼少期
スイスのヴィンタートゥールで生まれる。ガンペールが8歳の時に母親が結核で死亡し、ガンペールとその家族はチューリッヒに移住した。

### FCバルセロナ設立

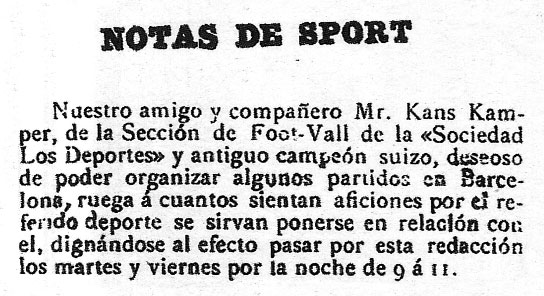
『ロス・デポルテス』紙の広告

1899年10月22日、彼がロス・デポルテス紙に呼びかけた事からFCバルセロナは誕生した。ジョアン・ガンペールという名前は、本名のハンス・ガンパーをカタルーニャ風に改名した事から由来する。1930年7月30日、鬱病による自殺により他界した。彼の功績を称え『ソシオ』の会員番号1番が与えられ、ガンペール家は永久ソシオとなった。

### ガンペール杯
FCバルセロナはホームスタジアムのカンプ・ノウで、毎年シーズン前の8月にジョアン・ガンペール杯という、プレシーズンマッチ（親善試合）を行っている。ジョアン・ガンペール杯には、主に国外のクラブチームがゲストとして招かれる。近年は1試合のみで行われるが、過去には複数のクラブを招いたトーナメントを行っていたこともある。